# Cryptophilus
Cryptophilus é um género de coleópteros da família Erotylidae.